# Joan Copeland
Joan Maxine Copeland, właśc. Joan Maxine Miller (ur. 1 czerwca 1922 w Nowym Jorku, zm. 4 stycznia 2022) – amerykańska aktorka teatralna, filmowa i telewizyjna pochodzenia żydowskiego. Siostra pisarza Arthura Millera.

## Kariera
Aktorską karierę zaczynała w połowie lat 40. w nowojorskich teatrach. W 1947 została jedną z pierwszych studentek Actors Studio. W roku 1948 zadebiutowała na Broadwayu rolą w sztuce pt. Sundown Beach. Od tego czasu prowadziła niezwykle aktywną aktorską karierę teatralną występując przez kolejne dekady w dziesiątkach przedstawień. Największe uznanie przyniosły jej produkcje Pal Joey (wg Johna O’Hary) z 1977 i The American Clock (wg Arthura Millera) z 1981; za role w których otrzymała nagrodę teatralną Drama Desk Award i nominację do niej.
Na dużym ekranie debiutowała w roku 1958 rolą w filmie noir pt. Bogini w reżyserii Johna Cromwella. Równocześnie rozpoczęła karierę telewizyjną pojawiając się m.in. w popularnych wówczas operach mydlanych. Na przestrzeni kolejnych lat zagrała kilkadziesiąt drugoplanowych ról w filmach i serialach telewizyjnych.

## Życie prywatne
Jest córką Żyda Isidora Millera, urodzonego w Radomyślu Wielkim; znajdującym się dziś na terenie Polski oraz pochodzącej z Nowego Jorku Augusty Miller (z domu Barnett). Jej starszym bratem był znany pisarz Arthur Miller. Z małżeństwa z George’em J. Kupchikiem miała jedynego syna Erica.

## Wybrana filmografia
Filmy:
- Bogini (1958) jako Alice Marie
- W środku nocy (1959) jako Lillian Englander
- Roseland (1977) jako Pauline
- Teraz moja kolej (1980) jako Rita
- Szczęśliwego Nowego Roku (1987) jako Sunny Felix
- Jej alibi (1989) jako Audrey
- Z dżungli do dżungli (1997) jako pani Prelot
- Peacemaker (1997) jako senator Helen Bevens
- Moja miłość (1998) jako madame Reynolds
- Przygody Sebastiana Cole (1998) jako babcia Sebastiana
- Historia Audrey Hepburn (2000) jako Cathleen Nesbitt
- Mój brat niedźwiedź (2003) – Tanana (głos)
- Ostatnia wola (2006) jako Alice Rudolf
- Prywatne życie Pippy Lee (2009) jako pianistka

Seriale TV:
- Love of Life (1951-80) jako siostry bliźniaczki Maggie Porter i Kay Logan  (w odc. z lat 1960-1963)
- Search for Tomorrow (1951-86) jako Andrea Whiting (w odc. z lat 1970-1972)
- The Edge of Night (1956-84) jako Mary Appleman (w odc. z lat 1959-1960)
- As the World Turns (1956-2010) jako Joan Rogers/Greta Aldrin (gościnnie; 1966 i 1982)
- Tylko jedno życie (1968-2012) jako Gwendolyn Lord Abbott (w odc. z lat 1978-79)/Selma Hanen (gościnnie, 1995)
- Cagney i Lacey (1982-88) jako pani Friedlander (gościnnie w odcinku pilotażowym)
- Prawo i porządek (1990-210) jako sędzia Rebecca Stein (gościnnie w 8 odcinkach)
- Szpital Dobrej Nadziei (1994-2000) jako pani Thurmond (gościnnie, 1994)
- Ostry dyżur (1994-2009) jako Hanna Steiner (gościnnie, 1995)
- Nowojorscy gliniarze (1993-2005) jako Ramona Dwartz (gościnnie, 2002)